# Amazonetta brasiliensis

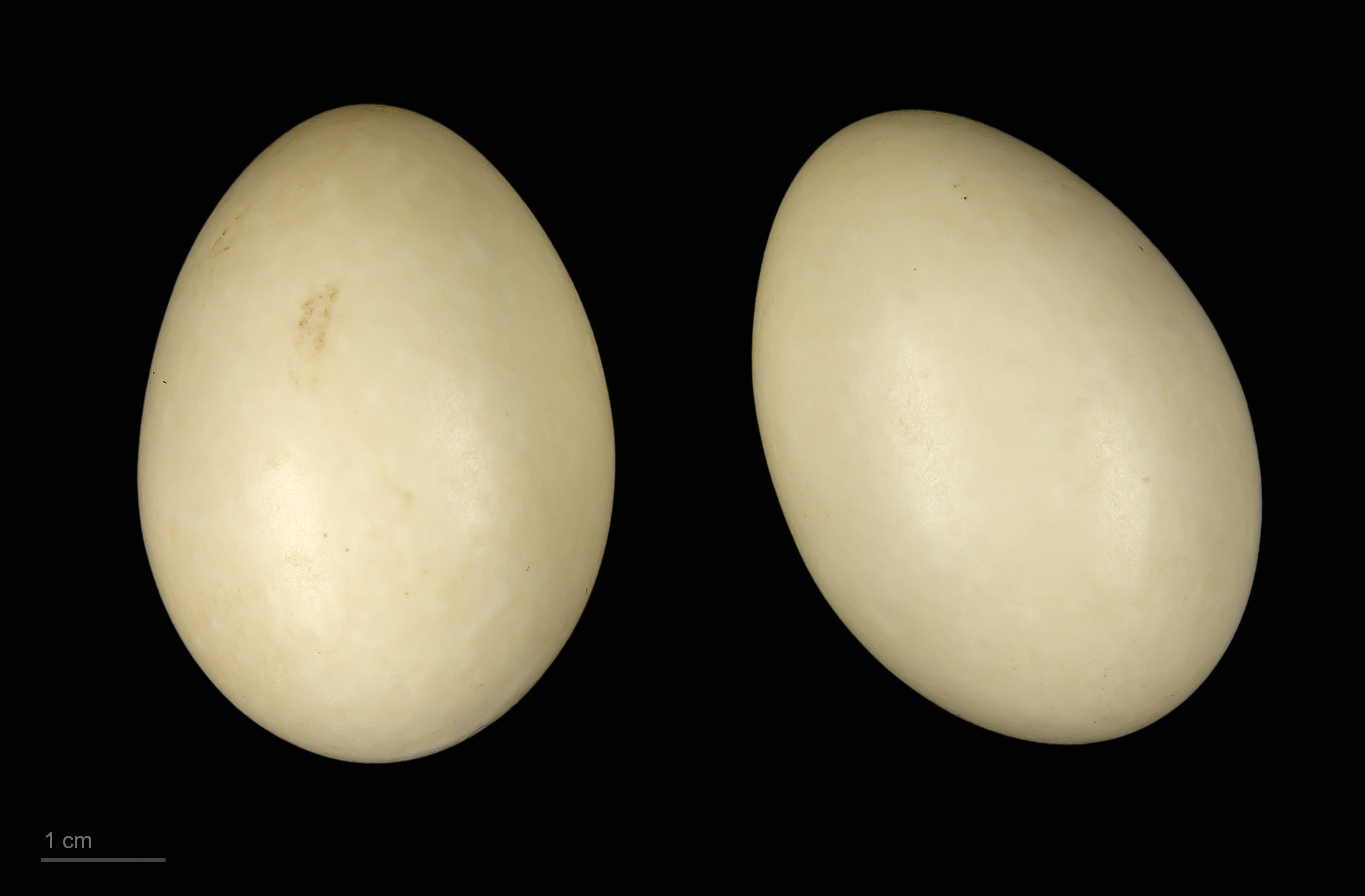
Amazonetta brasiliensis - MHNT

El pato brasileño, pato cutirí,  pato aliverde, cerceta brasileña, pato yaguaso o alita azul (Amazonetta brasiliensis) es una especie de ave anseriforme de la familia Anatidae propia de América del Sur. Su distribución comprende el centro del subcontinente, al este de los Andes: se encuentra presente en Colombia, Venezuela, Guyana, Brasil, Bolivia, Paraguay, Perú, Argentina y Uruguay.

## Descripción
Mide de 35 a 40 cm de largo. Los machos, algo más grandes que las hembras, tienen un peso promedio de 600 g. Es un ave de coloración mayormente parda. La cara, el cuello y los laterales son más claros. Presenta una franja oscura en la corona y la parte posterior del cuello. La rabadilla, las alas y la cola son de un tono negro brillante. El espejo del ala es azul; los ápices de las remeras internas son blancos, y forman en vuelo una zona triangular blanca (visible en vuelo). Las patas son rojas. El pico es también rojo en el macho. La hembra se diferencia del macho por tener una mancha supraocular (encima del ojo), y garganta blanca, además de que su pico es de color plomizo. En vuelo, la hembra va delante del macho.

## Historia natural
Habita en esteros, arroyos y sabanas indundadas, y lagunas de agua dulce rodeadas por densa vegetación, así como en las selvas tropicales. Se le documenta desde el nivel del mar hasta los 1.200 m s. n. m.. Su alimentación es vegetal, principalmente de granos, de frutas y raíces, y la complementa con insectos y artrópodos. Mario Don 1 estudió la "imagen de búsqueda" como expresión del alto grado de Eficiencia de Búsqueda al localizar plantaciones de arroz (Oriza sativa) tras recorrer cientos de kilómetros en vuelo. Pone de 6 a 20 huevos, cuya incubación, llevada a cabo por la hembra, dura aproximadamente 25 a 28 días. Anida en pastizales, los nidos están bien ocultos.

## Taxonomía
Existen dos subespecies:
- Amazonetta brasiliensis brasiliensis (pato cutirí chico)
- Amazonetta brasiliensis ipecutiri (pato cutirí grande)

Referencia:
1 M. Don. 2012. Biología alimentaria del Pato Cutirí (Amazonetta brasiliensis- Aves. Anatidae) en el valle de inundación del Río Paraná Medio. Santa Fe. Argentina. 142-156. Revista Fabicib. 